# 马克·乌拉诺
马克·乌拉诺（英語：Mark Ulano，1954年6月12日—）美国音频工程师。他赢得了1次奥斯卡最佳音响效果奖，并获得了1次提名。自1975年起，乌拉诺参与制作了120多部电影。

## 部分影视作品
乌拉诺赢得过1次奥斯卡金像奖，并获得了1次提名。
获奖
- 泰坦尼克号 (1997)[1]

提名
- 无耻混蛋 (2009)[2]